# Österänggymnasiet
Österänggymnasiet  som var färdigbyggt 1968 och då togs i bruk för den tekniska och naturvetenskapliga utbildningen på det nya gymnasiet. Skolan var 2024 den största gymnasieskolan i Kristianstad kommun. Skolan har omkring 1 000 gymnasieelever samt ett par hundra elever inom yrkeshögskole- och vuxenutbildning. Undervisningen omfattade sju nationella program förutom introduktionsprogrammet. Österänggymnasiet ligger intill strövområdet Björket ute på Österäng.

## Historia
1968 tas Österängymnasiet i bruk för teoretisk utbildning med ungefär 600 elever. 1975 byggs skolan ut för yrkesutbildning. 1998 tillkommer Blekedam som filial för skolan. 2001 har Österänggymnasiet en fysiska omfattning efter några utbyggnader med  22 000 kvadratmeter yta. 
2013 erbjuder Österänggymnasiet åtta program varav fyra var yrkesinriktade: EE (El- och energiprogrammet), HT (Hotell- och turismprogrammet), IN (Industritekniska programmet),  RL (Restaurang- och livsmedelsprogrammet) och tre studieförberedande NA (Naturvetenskapsprogrammet), SA (Samhällsvetenskapsprogrammet) och TE (Teknikprogrammet). IM (Introduktionsprogrammet) var för de som saknade gymnasiebehörighet.

## Elevkåren vid Österänggymnasiet
Österänggymnasiet har i alla tider haft någon form av elevorganisation på skolan. Organisationstypen har växlat mellan elevråd och elevkår. Den nuvarande typen är elevkår. Den nuvarande Elevkåren infördes läsåret 2009-2010 av den dåvarande elevrådsordföranden Gunnar Rolander. Elevkåren samarbetar med lobbyorganisationen Sveriges Elevkårer.